# Тень (архетип)
Тень — описанный К. Г. Юнгом архетип, представляющий собой относительно автономную часть личности, складывающуюся из личностных психических установок, которые не могут быть принятыми личностью из-за несовместимости с сознательным представлением о себе. Теневые бессознательные содержания воспринимаются через проекцию и подлежат интеграции в целостную структуру личности. 
С одной точки зрения, тень «примерно эквивалентна всему фрейдистскому бессознательному»; и сам Карл Юнг утверждал, что «результатом фрейдистского метода разъяснения является мельчайшая проработка теневой стороны человека, беспрецедентная в любой предыдущей эпохе». Вопреки фрейдистскому определению юнгианская тень может включать в себя все, что находится за пределами света сознания, и может быть положительной или отрицательной. Поскольку человек склонен отвергать или игнорировать наименее желательные аспекты своей личности, тень в значительной степени негативна. Однако есть положительные аспекты, которые также могут оставаться скрытыми в тени (особенно у людей с низкой самооценкой, тревогой и ложными убеждениями). «Каждый несёт в себе тень, — писал Юнг, — и чем меньше она воплощена в сознательной жизни человека, тем она чернее и плотнее». Отчасти это может быть связь человека с более примитивными животными инстинктами, которые в раннем детстве вытесняются сознанием. 
Юнг утверждал, что тень — это неизвестная тёмная сторона личности. Согласно Юнгу, тень, будучи инстинктивной и иррациональной, склонна к психологической проекции, в которой воспринимаемая личная неполноценность признаётся как воспринимаемый моральный недостаток в ком-то другом. Юнг пишет, что если эти проекции остаются скрытыми, «фактор создания проекций (архетип Тени) тогда имеет свободную руку и может реализовать свой объект — если он у него есть — или вызвать какую-то другую ситуацию, характерную для его силы». Эти проекции изолируют людей и причиняют им вред, действуя как постоянно сгущающаяся завеса иллюзий между эго и реальным миром.

## Характеристики
В сновидениях Тень проявляется в виде человека одного пола со сновидцем, вызывающего неприятие и раздражение. Тень является частью Эго, но выходит из бессознательного. Игнорирование или незнание Тени может вызывать рассогласование личности.

Фигура Тени персонифицирует собой всё, что субъект не признаёт в себе и что всё-таки — напрямую или же косвенно — снова и снова всплывает в его сознании, например, ущербные черты его характера или прочие неприемлемые тенденции.
— К. Г. Юнг. Сознание, бессознательное и индивидуация
Взаимодействие с тенью во сне может пролить свет на состояние ума. Разговор с аспектом тени может указывать на то, что вас беспокоят противоречивые желания или намерения. Отождествление с презираемой фигурой может означать, что у человека есть непризнанное отличие от характера, различие, которое может указывать на отказ от просветляющих качеств эго-сознания. Эти примеры относятся только к двум из многих возможных ролей, которые может принять тень, и не являются общими ориентирами для интерпретации. Кроме того, может быть трудно идентифицировать персонажей во сне — «всё содержимое размыто и сливается друг с другом. «Загрязнение» бессознательного содержимого» — чтобы персонаж, который сначала казался тенью, мог вместо этого представлять какой-то другой комплекс. 
Юнг также предположил, что тень составляет более одного слоя. Верхние слои содержат осмысленный поток и проявления непосредственного личного опыта. Они становятся бессознательными в человеке из-за таких вещей, как переключение внимания с одного на другое, простая забывчивость или вытеснение. Однако под этими идиосинкразическими слоями скрываются архетипы, которые формируют психическое содержание всех человеческих переживаний. Юнг описал этот более глубокий слой как «психическую деятельность, которая происходит независимо от сознательного разума и не зависит даже от верхних слоев бессознательного — нетронутых и, возможно, неприкасаемых — личным опытом».  

## Встреча с тенью
Возможная встреча с тенью играет центральную роль в процессе индивидуации. Юнг считал, что «ход индивидуации демонстрирует определённую формальную закономерность. Его указатели и вехи являются различными архетипическими символами», обозначающими его этапы; и из них «первая стадия ведёт к переживанию тени». Если «распад личности представляет собой типичный юнгианский момент как в терапии, так и в развитии», именно он открывает дорогу к внутренней тени, возникающей, когда «под поверхностью человек страдает от смертельной скуки, от которой всё кажется бессмысленным и пустым. Юнг считал вечной опасностью в жизни то, что «чем больше сознание приобретает ясность, тем более монархическим становится его содержание, король постоянно нуждается в обновлении, которое начинается со спуска в его собственную тьму» — его тень, которую приводит в движение «растворение личности». 

«Тень олицетворяет всё, что субъект отказывается признать о себе» и представляет «узкий проход, узкую дверь, болезненное сужение которой не щадит никого, кто спускается в глубокий колодец».  
[Если и когда] человек пытается увидеть свою тень, он осознаёт (и часто стыдится) те качества и импульсы, которые он отрицает в себе, но может ясно видеть в других, — такие вещи, как эгоизм, ментальная лень и небрежность; нереальные фантазии, схемы и сюжеты; невнимательность и трусость; чрезмерная любовь к деньгам и имуществу...  
Растворение личности и запуск процесса индивидуации также несёт с собой «опасность стать жертвой тени ... чёрной тени, которую каждый несёт с собой, низшего и, следовательно, скрытого аспекта личности» — в результате слияния с тенью.

## Слияние с тенью
Согласно Юнгу, тень иногда подавляет действия человека; например, когда сознание потрясено, сбито с толку или парализовано нерешительностью. «Человек, одержимый своей тенью, всегда стоит в собственном свете и попадает в свои ловушки ... живя ниже своего уровня». Следовательно, с точки зрения истории доктора Джекила и мистера Хайда, «это должен быть Джекилл, сознательная личность, которая объединяет тень... а не наоборот. В противном случае сознание становится рабом автономной тени».  
Индивидуация неизбежно повышает эту возможность. По мере того как процесс продолжается, «либидо покидает яркий верхний мир... погружается обратно в свои глубины... внизу, в тени бессознательного». Таким образом, на первый план выходит «то, что было скрыто под маской традиционной адаптации: тень», в результате чего «эго и тень больше не разделяются, а объединяются в — по общему признанию ненадежное — единство».  
Эффект такой «конфронтации с тенью производит сначала мёртвое равновесие, тупик, который препятствует принятию моральных решений и делает убеждения неэффективными... nigredo, tenebrositas, хаос, меланхолию». Следовательно, (как Юнг знал из личного опыта): «В это время спуска — один, три, семь лет, более или менее — требуются подлинное мужество и сила», без определённости, появления. Тем не менее, Юнг придерживался мнения, что, хотя «никто не должен отрицать опасность спуска... за каждым спуском следует восхождение... энантиодромия»; и ассимиляция, а не обладание тенью, наконец, становится реальной возможностью. 

## Ассимиляция тени
Энантиодромия открывает другую перспективу. «Мы начинаем путешествовать [вверх] по целительным спиралям». Здесь борьба состоит в том, чтобы сохранить осознавание тени, но не отождествление с ней. «Не идентификация требует значительных моральных усилий, [которые] предотвращают спуск во тьму»; и хотя «сознательный разум склонен в любой момент погрузиться в бессознательное ... понимание действует как спасатель. Оно объединяет бессознательное». Это объединяет тень в личность, создавая более сильное и широкое сознание, чем раньше. «Ассимиляция тени дает, так сказать, тело человека», тем самым обеспечивая стартовую площадку для дальнейшей индивидуализации. «Интеграция тени или реализация личного бессознательного знаменует собой первую стадию аналитического процесса ... без неё признание анимы и анимуса невозможно». И наоборот, «в той степени, в которой тень распознаётся и интегрируется, проблема анимы, то есть отношений, констеллируется» и становится центром поисков индивидуализации. 
Кэролайн Кауфман писала, что «несмотря на свою функцию резервуара для человеческой тьмы — или, возможно, из-за этого — тень — это вместилище творчества»; так что для некоторых может быть так, что «тёмная сторона его существа, его зловещая тень ... представляет истинный дух жизни в отличие от бесплодного учёного». Тем не менее, юнгианцы предупреждают, что «признание тени должно быть непрерывным процессом на протяжении всей жизни»; и даже после того, как фокус индивидуации переместился на анимус/аниму, «более поздние стадии теневой интеграции» будут продолжаться — мрачный «процесс стирки грязного белья наедине» из принятие своей тени. 